# REBU
REBU este o companie din România.
Printre acționarii REBU se numără Consiliul General al Municipiului București (cu 50% din acțiuni), Rer-Recuperare Ecologica și Reciclare și firmele Bau Sanierungs-Service și Red Reiningung Entsorgung Dienstleistung, înregistrate în Germania.

## Istoric
Este unul dintre cei mai importanți prestatori de servicii de salubritate din țară, cu un capital social la data înființării de peste 7 miliarde $ și cu o cifră anuala de afaceri de peste 30 miliarde Euro.
Compania a fost inființată în anul 1997 prin transformarea vechii Regii de Salubritate Urbana București având ca acționari Consiliul General al Municipiului București și firma germană RWE – Entsorgung AG., parte din Grupul de firme RER Romania SRL, care prestează servicii de salubrizare în cele mai importante orașe ale țării: București, Timișoara, Buzău, Oradea, Galați, Brăila, Tulcea, Deva.
Având 1.600 de angajați și un parc auto de peste 300 de utilaje moderne, REBU SA este cea mai importantă companie de salubritate din București, în portofoliul său de clienți numărându-se firme de prestigiu și instituții publice cu sediul în Capitală.
Compania își desfășoară activitatea în baza Contractului de prestări servicii publice de salubrizare încheiat cu Consiliul General al Municipiului București la data de 18 august 1997, completat și modificat prin acte adiționale.
În iunie 2004, REBU obține, pentru o perioadă de 5 ani, Licența clasa I pentru serviciul public de salubrizare a localităților, din partea Autoritatii Naționale de Reglementare pentru Serviciile Publice de Gospodărie Comunală.